# Ochucovadlo

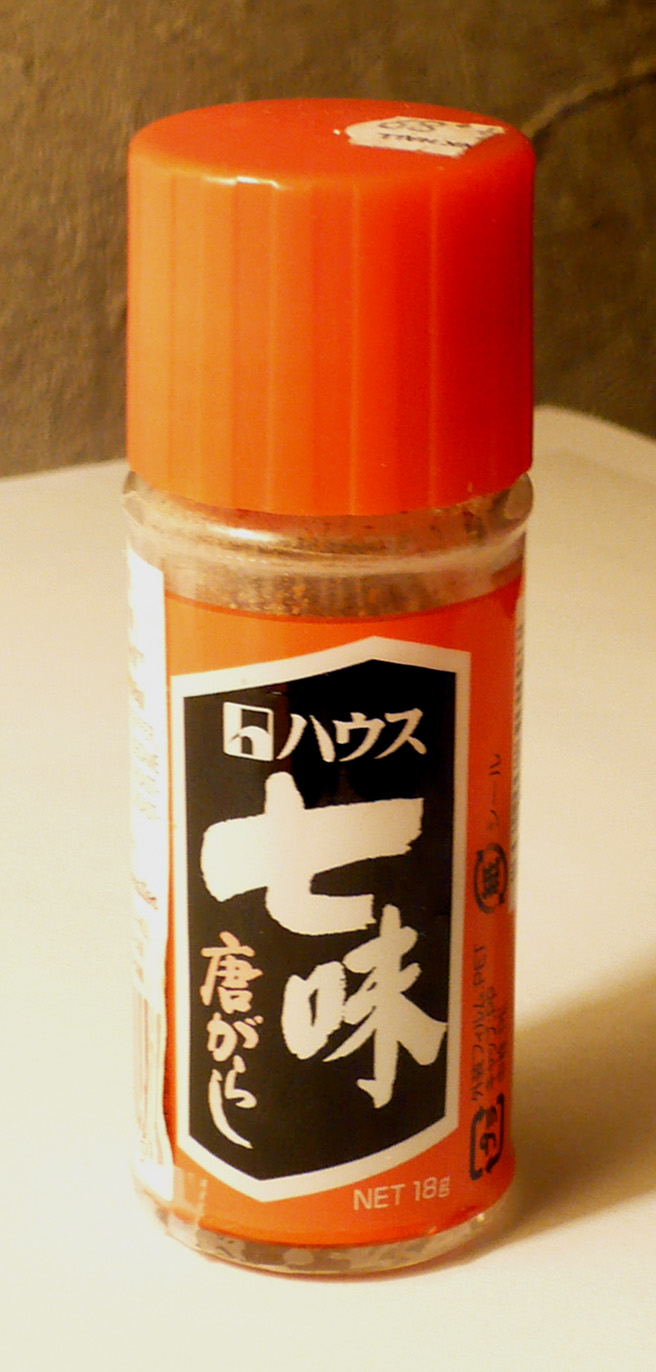
Sklenička japonského koření Šičimi tógaraši

Ochucovadlo či chuťová přísada je koření, omáčka nebo jiná přísada, která se přidává k pokrmu, aby se dosáhlo požadované chuti nebo aby se chuť zvýraznila. Ochucovadla se liší podle typu kuchyně; v současné středoevropské kuchyni k běžným ochucovadlům patří například sůl, cukr, pepř, ocet, kečup, hořčice nebo majonéza. Ochucovadla se mohou přidávat buď během přípravy jídla (například marinády nebo grilovací omáčky), nebo po jeho dokončení přímo před konzumací (například hořčice k pečenému masu).